# Syntomus fuscomaculatus
Syntomus fuscomaculatus es una especie de escarabajo de la familia Carabidae.

## Distribución geográfica
Se distribuye por el paleártico y el subcontinente indio.